# SkyRoads
SkyRoads – gra platformowa na platformę DOS, wyprodukowana przez estońską firmę Bluemoon, a wydana w 1993 roku przez Creative Dimensions.
SkyRoads jest remakiem gry Kosmonaut, wyprodukowanej przez Bluemoon w 1990 roku. Nad wytworzeniem gry spędzono trzy miesiące. Gra została wydana jako shareware w 1993 i odniosła międzynarodowy sukces – od USA po Tajwan. Grafika stanowi połączenie technik 2D (tło oraz pojazd) z 3D (plansza).
Obecnie z oficjalnej strony Bluemoon można pobrać pełną wersję oraz demo Skyroads oraz sequela gry, SkyRoads XMAS-Special.

## Rozgrywka
Zadaniem gracza jest dotarcie statkiem kosmicznym do mety planszy. Plansza składa się z nawierzchni o różnym kolorze oraz tuneli i klocków; te elementy tworzą "tor przeszkód". Gracz steruje spacją (skok) oraz strzałkami (kierowanie, hamowanie, przyspieszanie); alternatywnymi kontrolerami są mysz oraz dżojstik. Podczas rozgrywki zużywa się tlen (jest to de facto upływający czas) oraz paliwo (szybka jazda powoduje zwiększone jego zużycie), a ich wyczerpanie się spowoduje nieukończenie planszy.
Istnieje kilka rodzajów nawierzchni:
- ciemnoszara ("Slippery") – nie można skręcać pojazdem
- ciemnozielona ("Sticky") – pojazd nagle zwolni
- jasnozielona ("Boost") – pojazd nagle przyspieszy
- jasnoczerwona ("Burning") – pojazd wybuchnie
- niebieska ("Supplies") – zostanie uzupełniony poziom paliwa i tlenu

Podczas rozgrywki ważną rolę odgrywa grawitacja, w której wskaźnik jest wyposażony kokpit. Jej poziom może wahać się od 100 do 1700.
Na rozgrywkę składa się dziesięć "planet" po trzy plansze w każdej. Poziom trudności rośnie z każdą "planetą".

## SkyRoads XMAS-Special
Po sukcesie oryginału, w 1994 roku została wydana wersja "świąteczna" gry, nazwana SkyRoads XMAS-Special. Plansze były trudniejsze, niż w pierwowzorze, a sama gra nie odniosła już takiego sukcesu.

## Planety
| Lp. | SkyRoads      | XMAS              |
| --- | ------------- | ----------------- |
| 1   | Red Heat      | Snowbound         |
| 2   | Into the Sun  | At The Outer Rim  |
| 3   | Blue Planet   | Twilight Zone     |
| 4   | Satellite     | The Guiding Star  |
| 5   | Misty         | Meteor Storm      |
| 6   | Asteroid Belt | Mysterious Planet |
| 7   | Crab Nebula   | Northern Lights   |
| 8   | Over the Base | Over The Pole     |
| 9   | The Earth     | Under The Ice     |
| 10  | Druidia       | The Eve           |

## Klony
Firma Tinsanity wyprodukowała klon gry w wersji freeware, nazwany Tasty Static. Tasty Static działa na takich platformach, jak Windows, Apple i Linux. Wersja Windows posiada również edytor plansz.